# Мани (Чад)
Мани (фр. Mani) — город и супрефектура в Чаде, расположенный на территории региона Хаджер-Ламис. Входит в состав департамента Хараз-эль-Биар.

## Географическое положение
Город находится в западной части Чада, к югу от озера Чад, на правом берегу реки Шари, вблизи государственной границы с Камеруном, на высоте 286 метров над уровнем моря.
Населённый пункт расположен на расстоянии приблизительно 73 километров к северо-западу от столицы страны Нджамены.

## Население
По данным официальной переписи 2009 года численность населения Мани составляла 65 225 человек (33 131 мужчина и 32 094 женщины). Население супрефектуры по возрастному диапазону распределилось следующим образом: 52,7 % — жители младше 15 лет, 42,9 % — между 15 и 59 годами и 4,4 % — в возрасте 60 лет и старше.

## Транспорт
Ближайший аэропорт расположен в Нджамене.